# 817
817（八百十七、はっぴゃくじゅうなな、はっぴゃくじゅうしち）は自然数、また整数において、816の次で818の前の数である。

## 性質
- 817 は合成数であり、約数は 1 , 19 , 43 , 817 である。
  - 約数の和は880。
- 3つの連続する素数の和で表せる57番目の数である。1つ前は803、次は829。
817 = 269 + 271 + 277
- 各位の和が16になる54番目の数である。1つ前は808、次は826。
- 817 = 173 − 163
  - n = 17 のときの n3 − (n − 1)3 の値とみたとき1つ前は721、次は919。(オンライン整数列大辞典の数列 A003215)
  - 817 = 172 + 17 × 16 + 162
    - 1辺17の立方体を1辺1の立方体4913個を使って作ったとき、同時に見ることができる1辺1の立方体は最大817個である。
- 817 = 32 + 182 + 222 = 42 + 152 + 242 = 122 + 122 + 232 = 132 + 182 + 182
  - 3つの平方数の和4通りで表せる93番目の数である。1つ前は811、次は827。(オンライン整数列大辞典の数列 A025324)
  - 817 = 32 + 182 + 222 = 42 + 152 + 242
    - 異なる3つの平方数の和2通りで表せる155番目の数である。1つ前は812、次は840。(オンライン整数列大辞典の数列 A025340)
- 817 = 312 − 144
  - n = 31 のときの n2 − 122 の値とみたとき1つ前は756、次は880。(オンライン整数列大辞典の数列 A132766)

## その他 817 に関連すること
- JR九州817系電車は、JR九州の近郊形電車。
- FT-817は、バーテックススタンダードのアマチュア無線用トランシーバー。